# Smashed into Pieces
Smashed into Pieces è un singolo dei Silverstein, pubblicato nel 2005 come secondo singolo dall'album del 2003 When Broken Is Easily Fixed. La canzone è stata anche inclusa nella compilation Warped Tour 2005 Tour Compilation.
Nel 2013, in occasione del decennale dell'uscita dell'album, i Silverstein hanno registrato nuovamente Smashed into Pieces e l'hanno pubblicata sul loro sito in download gratuito come segno di ringraziamento per i fan. Tony Brummel, il proprietario della Victory Records che aveva pubblicato l'album, ha mostrato il proprio risentimento per questa operazione della band, ma la band ha agito in maniera lecita perché non ha ripubblicato la stessa versione contenuta nel disco ma l'ha registrata ex novo.

## Testo
Shane ha detto di aver scritto il testo di questa canzone ai tempi del college a casa della sua ragazza mentre lei faceva i compiti. Nonostante la nuova relazione, era ancora molto triste per la fine della sua precedente storia, e da lì ha avuto l'ispirazione per l'idea del dolore fisico che rappresenta quello psicologico.

## Video
Il video per la canzone non ha del tutto corrisposto ai progetti iniziali dei Silverstein: la band, piuttosto che raccontare una storia come nel video precedente (quello di Giving Up), aveva preferito rappresentare solamente sé stessa mentre suonava in uno studio. Ad un certo punto del video era previsto che la rottura di un piatto causasse delle fuoriuscite di olio, che andasse a sporcare i membri della band i quali indossavano dei vestiti eleganti; questo passaggio nel video è però rimasto poco chiaro, non soddisfacendo del tutto la band. Il video originale inoltre conteneva degli spezzoni di un vecchio cartone animato di Superman, che non sono però potuti essere messi nella versione definitiva per ragioni di copyright.

## Formazione
- Shane Told - voce
- Neil Boshart - chitarra solista
- Josh Bradford - chitarra ritmica
- Paul Koehler - batteria
- Billy Hamilton - basso